# Somme-Tourbe
Somme-Tourbe is een gemeente in het Franse departement Marne (regio Grand Est) en telt 140 inwoners (2004). De plaats maakt deel uit van het arrondissement Châlons-en-Champagne.

## Geografie
De oppervlakte van Somme-Tourbe bedraagt 19,1 km², de bevolkingsdichtheid is 7,3 inwoners per km².
De onderstaande kaart toont de ligging van Somme-Tourbe met de belangrijkste infrastructuur en aangrenzende gemeenten.

## Demografie
Onderstaande figuur toont het verloop van het inwonertal (bron: INSEE-tellingen).